# 金曜劇場 (フジテレビ)
『金曜劇場』（きんようげきじょう）は、1981年4月17日から1984年9月28日までフジテレビ系列局が毎週金曜 22:00 - 22:54 （JST）に編成していたフジテレビ製作のテレビドラマ放送枠である。

## 概要
それまで金曜21～22時台枠に編成されていた『ゴールデン洋画劇場』が土曜日の同時間帯へ移動し、土曜21時台のドラマ枠であった『土曜劇場』が移動・改題リニューアルするかたちでスタートした。
枠創設から半年後にスタートした『北の国から』は、レギュラー放送の終了後にも単発ドラマスペシャルが制作され続ける長寿シリーズになった。その後もこの枠は『早春スケッチブック』などの作品を輩出するも、1984年9月終了の『いつも輝いていたあの海』を最後に廃枠となった。
後継枠として同年10月より木曜22時台に『木曜劇場』がスタートし、2023年現在も続く。

## 放送作品一覧
| 作品名                   | 放送期間                        | 主演                 |
| ------------------------ | ------------------------------- | -------------------- |
| 夫婦は夫婦               | 1981年4月17日 - 1981年10月2日   | 週替わり             |
| 北の国から               | 1981年10月9日 - 1982年3月26日   | 田中邦衛             |
| 女優シリーズ・妻たちは…  | 1982年4月9日 - 1982年7月9日     | 週替わり             |
| 夕映え天使               | 1982年7月16日 - 1982年9月24日   | 松坂慶子、津川雅彦   |
| 君は海を見たか           | 1982年10月15日 - 1982年12月24日 | 萩原健一             |
| 早春スケッチブック       | 1983年1月7日 - 1983年3月25日    | 岩下志麻             |
| 望郷・美しき妻の別れ     | 1983年4月8日 - 1983年5月27日    | 小柳ルミ子、藤岡弘   |
| 変身願望                 | 1983年6月3日 - 1983年7月22日    | 十朱幸代、中村敦夫   |
| 別れていい友             | 1983年7月29日 - 1983年9月2日    | 古谷一行、市毛良枝   |
| 熱帯夜                   | 1983年9月9日 - 1983年9月23日    | 松田優作、桃井かおり |
| ことしの牡丹はよいぼたん | 1983年10月14日 - 1983年12月2日  | 池内淳子、穂積隆信   |
| 冬化粧の女たち           | 1983年12月9日 - 1984年2月10日   | 山本陽子、音無美紀子 |
| いけない恋人             | 1984年2月17日 - 1984年3月30日   | 加山雄三、香山美子   |
| 微笑は風のように         | 1984年4月6日 - 1984年5月11日    | 十朱幸代、田中邦衛   |
| 真夜中の匂い             | 1984年5月18日 - 1984年8月10日   | 紺野美沙子           |
| いつも輝いていたあの海   | 1984年8月17日 - 1984年9月28日   | 八千草薫             |

## ネット局
| 放送対象地域   | 放送局         | 系列           | 備考                       |
| -------------- | -------------- | -------------- | -------------------------- |
| 関東広域圏     | フジテレビ     | フジテレビ系列 | 製作局                     |
| 北海道         | 北海道文化放送 | フジテレビ系列 |                            |
| 宮城県         | 仙台放送       | フジテレビ系列 |                            |
| 秋田県         | 秋田テレビ     | フジテレビ系列 |                            |
| 山形県         | 山形テレビ     | フジテレビ系列 | 当時フジテレビ系列         |
| 福島県         | 福島テレビ     | フジテレビ系列 | 1983年4月から編成          |
| 新潟県         | 新潟総合テレビ | フジテレビ系列 | 1983年10月から編成         |
| 富山県         | 富山テレビ     | フジテレビ系列 |                            |
| 石川県         | 石川テレビ     | フジテレビ系列 |                            |
| 福井県         | 福井テレビ     | フジテレビ系列 |                            |
| 長野県         | 長野放送       | フジテレビ系列 |                            |
| 静岡県         | テレビ静岡     | フジテレビ系列 |                            |
| 中京広域圏     | 東海テレビ     | フジテレビ系列 |                            |
| 近畿広域圏     | 関西テレビ     | フジテレビ系列 |                            |
| 鳥取県・島根県 | 山陰中央テレビ | フジテレビ系列 |                            |
| 岡山県・香川県 | 岡山放送       | フジテレビ系列 | 当時の愛称は「テレビ岡山」 |
| 広島県         | テレビ新広島   | フジテレビ系列 |                            |
| 愛媛県         | テレビ愛媛     | フジテレビ系列 | 当時の社名は「愛媛放送」   |
| 福岡県         | テレビ西日本   | フジテレビ系列 |                            |
| 佐賀県         | サガテレビ     | フジテレビ系列 |                            |
| 熊本県         | テレビ熊本     | フジテレビ系列 |                            |
| 沖縄県         | 沖縄テレビ     | フジテレビ系列 |                            |